# Estreito de Blackett

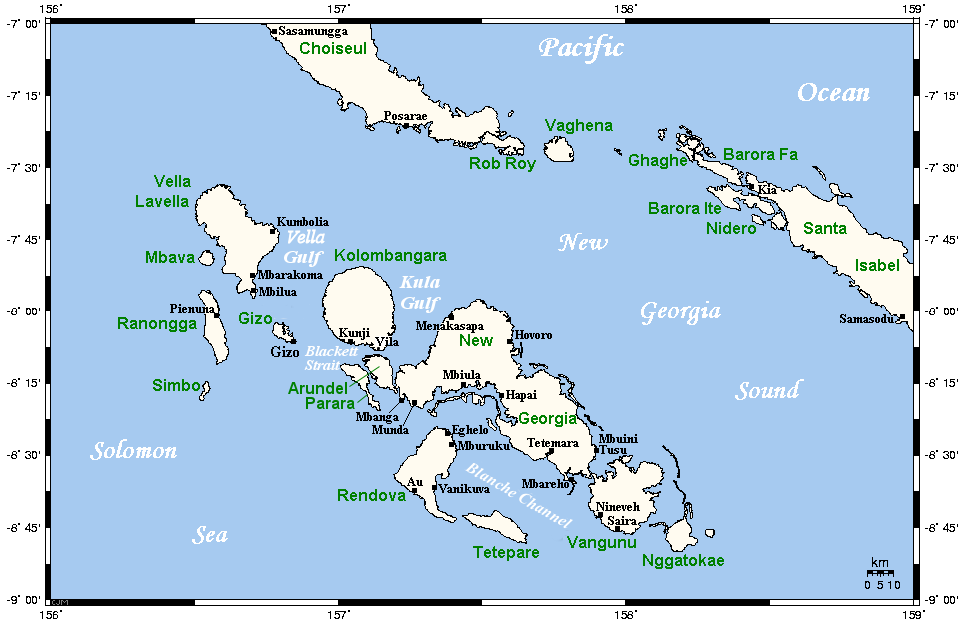
O estreito de Blackett separa a ilha de Kolombangara (de forma redonda) de Arundel a sul e de Gizo a oeste.

O estreito de Blackett é um estreito na Província Ocidental, nas Ilhas Salomão. Fica entre as ilhas Kolombangara a norte Arundel (Kohinggo) a sul, ligando o golfo de Vella a oeste com o golfo de Kula a leste.

## Batalha do Estreito de Blackett
Durante a Campanha das Ilhas Salomão na Segunda Guerra Mundial, a Batalha do Estreito de Blackett foi travada entre a Marinha Imperial Japonesa e a Marinha dos Estados Unidos na norte de 5–6 de março de 1943.

## PT-109
Um acontecimento célebre ocorrido no estreito de Blackett é o que ocorreu com os 15 PT boats, incluindo o do LTJG John F. Kennedy, PT-109, enviados para intercetar o comboio naval "Tokyo Express" em 2 de agosto de 1943. O tenente John F. Kennedy, que viria a ser presidente dos Estados Unidos entre 1961 e 1963, ficou gravemente ferido no incidente. Foi julgado, com os seus 10 homens sobreviventes, perdido, mas foi mais tarde salvo graças a uma mensagem que gravou num coco quando estava numa ilha desabitada (hoje chamada Ilha Kennedy), e que conseguiu fazer chegar ao comando norte-americano através de pescadores locais.